# Ryu Narushima
Ryu Narushima (成嶋 竜, Narushima Ryū) est un pratiquant célèbre de karaté de style kyokushinkai. De petite taille (1,70 m), il est réputé pour avoir été, dans la seconde moitié des années 1990, l'un des meilleurs combattants de cette discipline, et doit sa célébrité particulière au fait d'avoir rivalisé avec beaucoup plus grand et lourd que lui dans les compétitions open, sans catégorie de poids, grâce à l'excellence de sa technique et à son intelligence tactique. Il fut l'élève de Mas Oyama.

## Palmarès de compétiteur
Il a obtenu les places suivantes :
- 7th World Open Tournament 1999 (IKO) : 8e place
- 16th All Japan Weight Tournament 1999 (IKO) : Champion
- 1st World Weight Tournament  1997 (IKO) : 3e place
- 13th All Japan Weight Tournament 1996 (IKO) : Champion
- 12th All Japan Weight Tournament 1995 (IKO) : Champion
- 11th All Japan Weight Tournament 1994 (IKO) : 2e place